# Impuesto sobre el Lujo (España)
El Impuesto sobre el Lujo fue un impuesto de naturaleza indirecta existente en España, que fue derogado el 1 de enero de 1986, como consecuencia de la entrada en vigor del Impuesto sobre el Valor Añadido y la entrada de España en la Unión Europea.
El impuesto, como quedó configurado a partir de 1957, era un tributo de carácter indirecto, sobre el consumo, que gravaba las manifestaciones consideradas suntuarias. El artículo 79 de la Ley de Reforma Tributaria de 1957 consideraba lujo: "la adquisición o disfrute de bienes superfluos o que representen mero adorno, ostentación o regalo, así como aquellos servicios que tengan el mismo carácter o supongan una comodidad manifiestamente superior a la normal".

## Historia
No se puede hablar de un impuesto con un comienzo único y unitario, sino que esta figura es el resultado de la agregación de múltiples conceptos con orígenes diversos que tenían en común el gravamen sobre la adquisición o consumo de bienes calificados de lujo. 
Los gravámenes sobre bienes o signos de lujo han tenido una larga tradición en la historia económica de España y ya existían en el periodo del reinado de Carlos IV. Una de las figuras más antiguas la constituían los gravámenes sobre los casinos y círculos de recreo de la Hacienda Central que existían a comienzos del siglo XX.
El origen más próximo de este gravamen se encuentra en el denominado Subsidio al combatiente que fue establecido en 1937, en plena Guerra Civil por Decreto de Francisco Franco, con una naturaleza poco clara. Se definía como un impuesto o recargo de tipo indirecto para gravar determinadas formas de consumo, que se pudieran calificar de superfluas y que se destinaba a un fondo para los combatientes del bando franquista.
La reforma tributaria de 1940 de Larraz, que estableció la Contribución de Usos y Consumos, reunió en su tarifa 5ª, denominada Lujo, conceptos ya gravados por el subsidio mencionado más algunas figuras contemplados hasta esa fecha en el impuesto del timbre y junto a otros supuestos de nueva creación.
En 1957, la reforma llevada a cabo partió de la normas contenidas en la contribución citada y otros gravámenes a los que se les daba la naturaleza de impuestos sobre el lujo, como eran el impuesto sobre pieles y similares (30/12/1944), el impuesto sobre supercaburantes (17/3/1932), el impuesto de radioaudición (30/12/1943) y televisión (22/11/1957), parte del impuesto sobre muebles (31/12/1942) y la patente nacional de circulación de automóviles. 
La reforma tributaria de 1964, auspiciada por el ministro Mariano Navarro Rubio confirmó este impuesto y en la exposición de motivos de la Ley de reforma tributaria exponía las razones que llevaban a su mantenimiento: "...no sólo por razón recaudatoria, sino también por su significación social y distributiva". Por fin en 1966, vio la luz el texto refundido del Impuesto sobre el Lujo que supuso la sistematización de este tributo.
La entrada de España en la Comunidad Económica Europea en 1986, requería un sistema de imposición indirecta basado en el Impuesto sobre el Valor Añadido, que era incompatible entre otros con el Impuesto sobre el Lujo, que fue por tanto derogado a la entrada en vigor del IVA, el 1 de enero de 1986.

### Impuesto sobre el Valor Añadido
La entrada en vigor del Impuesto sobre el Valor Añadido supuso la desaparición del impuesto sobre el Lujo como tal. No obstante, entre 1986 y 1992 siguió existiendo dentro del IVA, un tipo incrementado del 33%, frente al 12% ordinario, que gravaba vehículos, joyas y productos elaborados con oro o metales preciosos, prendas de vestir confeccionadas con pieles de carácter suntuario y películas cinematográficas exhibidas en salas «X» y que vino a llenar el hueco dejado por el impuesto de lujo.

## Regulación normativa
La normativa moderna fundamental del impuesto estuvo constituida por dos textos refundidos. El primero se aprobó por Decreto de 22 de diciembre de 1966. Este texto trató de dotar al impuesto de los caracteres de unidad y claridad, para facilitar su cumplimiento por parte de los contribuyentes y su aplicación por parte de la Administración. En 1981, se aprobó un nuevo texto refundido que estuvo vigente hasta su desaparición en 1986.

## Recaudación
La recaudación por este impuesto en el año 1941 fue 326,6 millones de pesetas (1,96 millones de euros) y en 1966 alcanzaba 20.688,3 millones de pesetas (124,33 millones de euros), lo que representaba el 11,1% de los ingresos presupuestarios de ese año, mientras que el impuesto general sobre la renta suponía solo el 1,1%. El intenso crecimiento se  explica en parte porque muchos de los bienes gravados pasaron de ser auténtico lujo a ser considerados bienes no necesarios de uso generalizado.
La composición de la recaudación por conceptos (en millones de pesetas) en el año 1966 fue la que se muestra en el cuadro siguiente, en la que destaca cómo los ingresos por gasolina, tabaco y vehículos comprendían el 83% de la recaudación:
|    | Producto                                       | Recaudación |
| -- | ---------------------------------------------- | ----------- |
| 1  | Gasolina super-carburante                      | 7.199,00    |
| 2  | Tabacos                                        | 5.379,60    |
| 3  | Vehículos de acción mecánica                   | 4.454,50    |
| 4  | Instrumentos y aparatos musicales              | 1.070,90    |
| 5  | Bebidas, condimentos y otros preparados        | 721,90      |
| 6  | aparatos y artículos domésticos                | 457,10      |
| 7  | Joyería, platería bisutería y relojería        | 380,90      |
| 8  | Perfumería, cosmética y artículos de tocador   | 291,10      |
| 9  | Artículos de fumador, prismáticos, flores etc. | 169,80      |
| 10 | Objetos artísticos y de adorno                 | 125,50      |
| 11 | Tenencia automóviles etc.                      | 95,10       |
| 12 | Peletería y confecciones especiales            | 65,90       |
| 13 | Marroquinería, estuchería etc.                 | 57,50       |
| 14 | Artículos juegos y deportes                    | 50,50       |
| 15 | Escopetas y armas de fuego                     | 43,00       |
| 16 | Radio y televisión                             | 36,20       |
| 17 | Antigüedades                                   | 21,10       |
| 18 | Alfombras,tapicas y decoración                 | 19,50       |
| 19 | Servicios                                      | 18,50       |
| 20 | Juguetes                                       | 9,70        |
| 21 | Tenencia chalets y vedados caza                | 8,40        |
| 22 | Consumiciones                                  | 7,30        |
| 23 | Navegación marítima y aérea                    | 3,80        |
| 24 | Artículos fotografía y cinematografía          | 1,50        |